# Ficalbia ludlowae
Ficalbia ludlowae är en tvåvingeart som beskrevs av Brunttei 1920. Ficalbia ludlowae ingår i släktet Ficalbia och familjen stickmyggor. Inga underarter finns listade i Catalogue of Life.